# Одержимий
Одержимий — трилер 2003 року.

## Сюжет
Днем Ден Махоуні - зразковий банківський службовець з незаплямованою репутацією. А ось після роботи в цьому «тихому вирі» з'являються чорти. Всі ночі безперервно зразковий банкір проводить в казино..